# Lista Libera
Lista Libera (in tedesco Freie Liste - FL) è un partito politico liechtensteinese di centrosinistra, di orientamento ambientalista e socialdemocratico, fondato nel 1985.

## Risultati elettorali
| Elezione                 | Voti   | %     | Seggi  |
| ------------------------ | ------ | ----- | ------ |
| Parlamentari 1986        | 6.582  | 7,06  | 0 / 15 |
| Parlamentari 1989        | 12.090 | 7,56  | 0 / 25 |
| Parlamentari 1993 (Feb.) | 16.724 | 10,38 | 2 / 25 |
| Parlamentari 1993 (Ott.) | 13.447 | 8,54  | 1 / 25 |
| Parlamentari 1997        | 19.455 | 11,57 | 2 / 25 |
| Parlamentari 2001        | 16.184 | 8,76  | 1 / 25 |
| Parlamentari 2005        | 25.286 | 13,03 | 3 / 25 |
| Parlamentari 2009        | 17.835 | 8,92  | 1 / 25 |
| Parlamentari 2013        | 21.604 | 11,13 | 3 / 25 |
| Parlamentari 2017        | 24.595 | 12,64 | 3 / 25 |
| Parlamentari 2021        | 25.956 | 12,87 | 3 / 25 |
| Parlamentari 2025        | 22.549 | 10,87 | 2 / 25 |